# Dušan Maravić
Dušan Maravić (Injoux-Génissiat, 7 marzo 1939 – Belgrado, 6 gennaio 2025) è stato un calciatore jugoslavo.

## Carriera
Debutta da professionista nel 1956 con lo Spartak Subotica, dove disputa due buone stagioni, tanto da suscitare l'interesse della Stella Rossa di Belgrado, di cui diventa uno dei punti di forza per le successive sei stagioni, in cui festeggia la vittoria di tre campionati della RSF di Jugoslavia e di due Coppe di Jugoslavia.
Nel 1964 si trasferisce nelle Ligue 2 francese, all'RC Paris, dove rimane, con l'eccezione di una breve parentesi al Fontainebleau-Bagneux-Nemours Entente, fino al termine della stagione 1968-1969.
Si trasferisce quindi in Venezuela al Deportivo Italia nel 1969 , con cui vince un campionato venezuelano e una Coppa del Venezuela. Nel 1974 torna in Europa.
Fino al 2003 è stato cittadino jugoslavo; con la Nazionale jugoslava vanta 7 presenze e 3 gol e la partecipazione alle Olimpiadi del 1960 conclusasi con la vittoria della medaglia d'oro.

## Palmarès

### Club
- Campionati della RSF di Jugoslavia: 3

1958-1959, 1959-1960, 1963-1964
- Coppe di Jugoslavia: 2

1959, 1964
- Campionati venezuelani: 1

1972
- Coppa del Venezuela: 1

1970

### Nazionale
- Oro olimpico: 1

Roma 1960